# ジョヴァンニ・ヴォルピ

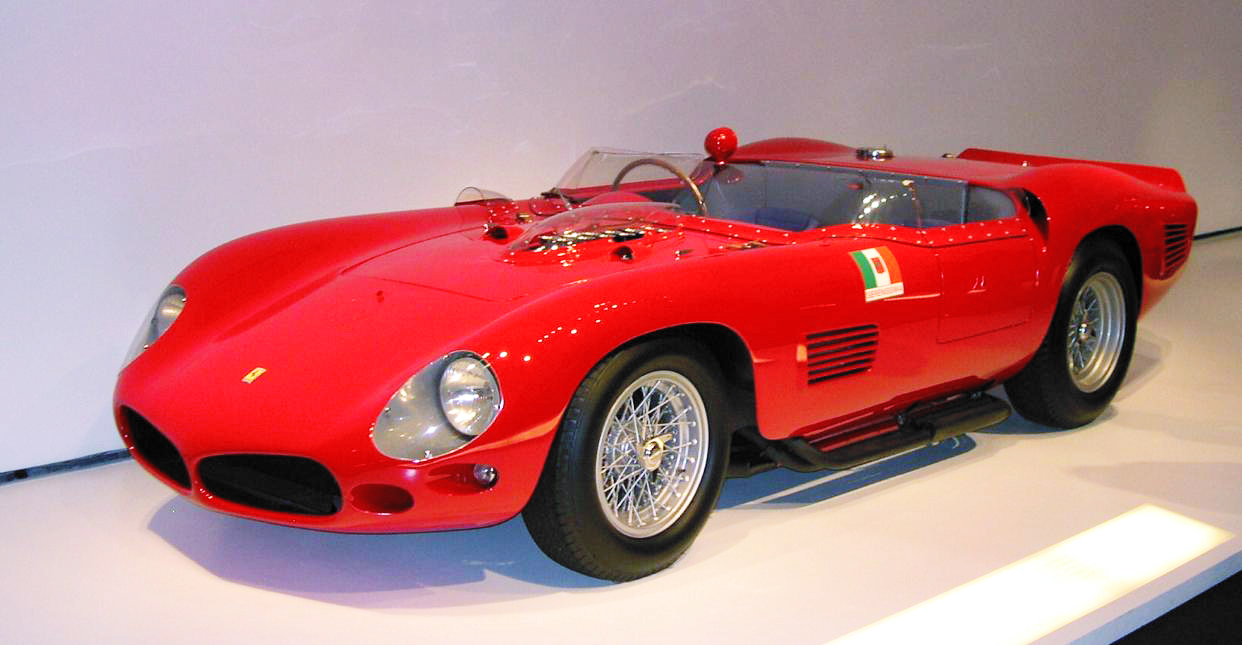
1961年式フェラーリ・250TR。ジオット・ビッザリーニがヴォルピのスクーデリア・セレニッシマのために改良した物

ジョヴァンニ・ヴォルピ・ディ・ミスラタ (Giovanni Volpi di Misurata, 1938年5月9日 - ) は、ヴェネツィア出身の自動車レーシング・マネージャー。彼は24歳で父親のジュゼッペ・ヴォルピの財産を継承した。父親のジュゼッペは政治家、投資家であり、有名なヴェネツィア国際映画祭の創設者であった。
ジョバンニ・ヴォルピはレーシングチーム、スクーデリア・セレニッシマを創設し、間もなくフェラーリのベストカスタマーの一人となった。1961年のストライキの後、エンツォ・フェラーリはヴォルピが2台の250GTOを注文したのに対して販売を拒否し、ヴォルピはエンツォの怒りを感じた。ヴォルピはアウトモビリ・トゥーリズモ・エ・スポルト (ATS) に対して資金を提供し、元フェラーリの技術者達が興したチームに支援を行った。
第二次世界大戦中、ヴォルピの父親はムッソリーニ内閣の財務大臣と主席顧問を務めた。彼は緊縮政策のいくつかを策定し、戦後訴追を免れた。彼はまたマゼールのヴィラ・バルバロを購入、レストアし、バルバロ家が建築した当初の姿を再現した。

## 参照
- Yates, Brock, Enzo Ferrari, the Man, the Cars, the Races (Doubleday, New York) 1991 p. 299 ISBN 0-385-26319-8